# Anisopappus africanus
Anisopappus africanus es una especie de planta floral perteneciente al género Anisopappus, categorizada en la tribu Athroismeae, de la subfamilia Asteroideae. Fue descrita por Oliv. & Hiern.
Fue publicada en Fl. Trop. Afr. 3: 369 (1877). Especie nativa de Angola, Benín, Burundi, Camerún, República Centroafricana, Chad, Congo, Etiopía, Guinea, Costa de Marfil, Madagascar, Malaui, Malí, Mozambique, Ruanda, Sierra Leona, Sudán, Tanzania, Togo, Uganda, Zambia, Zaire y Zimbabue que crece en el bioma tropical.